# Přijdu hned
Přijdu hned je česká filmová komedie, natočená v roce 1942 v režii Otakara Vávry.

## Tvůrci
- Námět: Saša Rašilov, František Vlček
- Scénář: Saša Rašilov, Otakar Vávra
- Kamera: Ferdinand Pečenka
- Režie: Otakar Vávra
- Hudba: Jiří Srnka
- Scéna: Jan Zázvorka

- Další údaje: černobílý, 93 minut, komedie
- Výroba: Lucernafilm
- Premiéra: 1942
- Ateliéry: Hostivař

## Postavy
| Saša Rašilov         | Václav Barvínek, vycpavač zvěře |
| Vlasta Matulová      | Julinka Tichá, květinářka       |
| Svatopluk Beneš      | ing.Hora                        |
| Růžena Šlemrová      | majitelka domu                  |
| Lola Skrbková        | sestra majitelky domu           |
| Anna Letenská        | domovnice Koubková              |
| Blanka Waleská       | paní Karpíšková                 |
| Emil Bolek           | bednář                          |
| Antonín Jedlička     | bednářův pomocník               |
| Theodor Pištěk       | hostinský Trachta               |
| Eman Fiala           | listonoš                        |
| František Filipovský | solicitátor                     |
| František Kovářík    | zloděj psa                      |
| František Roland     | policejní komisař               |
| Rudolf Deyl          | továrník                        |
| Miloš Nedbal         | dědic                           |
| Vladimír Řepa        | dědic                           |
| Ludvík Veverka       | dědic                           |
| Vojta Novák          | notář                           |
| Eva Svobodová        | Andula, služka u hostinského    |
| Stanislav Neumann    | vězeňský dozorce                |
| Jan W. Speerger      | Toník Karpíšek                  |

## Děj
V pavlačovém domě na pražské Malé Straně bydlí a má dílnu pan Barvínek, vycpavač zvířat. Když odchází z bytu, pověsí na kliku vždy cedulku „Přijdu hned“. V době, kdy je otevírána závěť jeho strýce, je však pan Barvínek na čtyřiadvacet hodin ve vězení kvůli drobnému sporu se zákazníkem.
V závěti je psáno, že si příbuzní strýce mohou odnést z jeho vily co chtějí. Strýc také ukryl šek na jeden milion korun do nějaké věci. Platnost vyzvednutí částky je však časově omezena. Když se pan Barvínek po propuštění z vězení dostaví do strýcovy vily, zbyl na něj již pouze strýcův pes-bernardýn a malá krabička. Ujme se psa a vezme si i krabičku.
V domě bydlí také slečna Julinka, která se zabývá výrobou umělých květin a také vynálezce ing. Hora, Julinčin nápadník. Pan Barvínek ji pomáhá s prodejem květin a nechá se zapsat jako společník firmy. Přízeň Julinky si vykládá jako projev lásky. Koupí pro ní prstýnek, který by ji rád předal.
Když se Barvínek dozví, že ostatní dědici šek nenalezli a platnost šeku již brzy vyprší a šek je ukryt v nějaké věci opatřené strýcovým erbem, rozhodne se krabičku ze strýcova domu zcela rozmontovat. Při práci jej však něco vyruší, krabičku schová pod postel. Když se pak vrátí do bytu, nemůže ji nalézt a rozzlobí se tak, že i psa vyhodí z domu. Nakonec ji nalezne, ale ani po jejím úplném rozmontování nic nenalezne.
Mezitím psa chytí tuláci a odvádějí si ho mimo město. Pes však vyklouzne z obojku a vrátí se k panu Barvínkovi. Tulákům se zalíbí alespoň krásný sešívaný kožený obojek. Rozmontují jej, jsou v něm nějaké papíry, ty vyhodí. Kůže je však pěkná. Šek na milion korun tak skončil ve větru u silnice. Protože nebyl včas inkasován, částka připadla na dobročinné účely.
Vynálezce ing.Hora podezřívá Julinku z lásky k panu Barvínkovi. Hora se stěhuje z domu a ještě se střetne s Barvínkem. Ten mu vysvětlí, že mu v lásce k Julince nepřekáží. Když Hora odjede, věnuje Barvínek smutné Julince prstýnek s tím, že jí jej posílá ing. Hora.